# Новая Рутвянка
Новая Рутвянка (укр. Нова Рутвянка) — село на Украине, основано в 1899 году, находится в Малинском районе Житомирской области.
Код КОАТУУ — 1823485505. Население по переписи 2001 года составляет 117 человек. Почтовый индекс — 11614. Телефонный код — 4133. Занимает площадь 0,752 км².

## Адрес местного совета
11614, Житомирская область, Малинский р-н, с. Морозовка